# U-408
U-408 — средняя немецкая подводная лодка типа VIIC времён Второй мировой войны.

## История
Заказ на постройку субмарины был отдан 16 октября 1939 года. Лодка была заложена 30 сентября 1940 года на верфи Данцигер Верфт в Данциге под строительным номером 109, спущена на воду 16 июля 1941 года, вошла в строй 19 ноября 1941 года под командованием капитан-лейтенанта Райнхарда фон Химмена.

## История службы
Лодка совершила 3 боевых похода. Потопила 3 судна суммарным водоизмещением 19 689 брт.
Потоплена 5 ноября 1942 года к северу от Исландии, в районе с координатами 67°40′ с. ш. 18°32′ з. д. глубинными бомбами с американского самолёта типа «Каталина». 45 погибших (весь экипаж).
Все победы U-408 произошли в сентябре 1942 года при атаке на конвой PQ-18.
| Дата             | Название         | Флаг           | Тоннаж (брт) | Результат |
| ---------------- | ---------------- | -------------- | ------------ | --------- |
| 13 сентября 1942 | Oliver Ellsworth | США            | 7191         | Потоплен  |
| 13 сентября 1942 | «Сталинград»     | СССР           | 3559         | Потоплен  |
| 14 сентября 1942 | Atheltemplar     | Великобритания | 8939         | Потоплен  |

### Флотилии
- 19 ноября 1941 года — 30 апреля 1942 года — 5-я флотилия (учебная)
- 1 мая 1942 года — 30 июня 1942 года — 9-я флотилия
- 1 июля 1942 года — 5 ноября 1942 года — 11-я флотилия